# Rabel II Sóter
Rabel II Soter foi o último governante do Reino Nabateu, governando de 70 a 106.
Após a morte de seu pai, Malichus II, Rabel ainda criança, ascendeu ao trono. Sua mãe, Shaqilath II, assumiu a regência do Reino Nabateu, durante a menoridade de seu filho Rabel II em 70-76 DC. Sua irmã Gamilath tornou-se rainha dos nabateus. Rabel deu a si mesmo o título grego de "Soter", que significa "Salvador". Ele reinou com sua primeira esposa, a rainha Gamilath, e sua segunda esposa, a rainha Hagaru. Gamilat foi rainha em 76–102 EC e Hagru foi rainha em 102–106.
Após sua morte em 106, o imperador romano Trajano praticamente não enfrentou resistência e conquistou o reino em 22 de março de 106. Tornou-se a província romana da Arábia Petreia, com Bosra se tornando sua capital provincial.